# Episodi di The Newsroom (prima stagione)
La prima stagione della serie televisiva The Newsroom è stata trasmessa in prima visione negli Stati Uniti d'America dal canale via cavo HBO dal 24 giugno al 26 agosto 2012.
In Italia la prima stagione della serie è stata trasmessa da giovedì 17 ottobre a venerdì 27 dicembre 2013 sul canale terrestre Rai 3. Gli episodi 2 e 3, inizialmente previsti per venerdì 18 ottobre 2013, sono stati sospesi a causa dei bassi ascolti ottenuti nella messa in onda del primo episodio.
| nº | Titolo originale                   | Titolo italiano            | Prima TV USA   | Prima TV Italia  |
| -- | ---------------------------------- | -------------------------- | -------------- | ---------------- |
| 1  | We Just Decided To                 | Il tempo di Don Chisciotte | 24 giugno 2012 | 17 ottobre 2013  |
| 2  | News Night 2.0                     | News Night 2.0             | 1º luglio 2012 | 24 ottobre 2013  |
| 3  | The 112th Congress                 | Il 112º congresso          | 8 luglio 2012  | 1 novembre 2013  |
| 4  | I'll Try to Fix You                | Missione civilizzatrice    | 15 luglio 2012 | 8 novembre 2013  |
| 5  | Amen                               | Amen                       | 22 luglio 2012 | 15 novembre 2013 |
| 6  | Bullies                            | I bulli                    | 29 luglio 2012 | 29 novembre 2013 |
| 7  | 5/1                                | 1º maggio                  | 5 agosto 2012  | 6 dicembre 2013  |
| 8  | The Blackout, Part I: Tragedy Porn | Blackout, prima parte      | 12 agosto 2012 | 13 dicembre 2013 |
| 9  | The Blackout Part II: Mock Debate  | Blackout, seconda parte    | 19 agosto 2012 | 20 dicembre 2013 |
| 10 | The Greater Fool                   | Il grande folle            | 26 agosto 2012 | 27 dicembre 2013 |

## Il tempo di Don Chisciotte
- Titolo originale: We Just Decided To
- Diretto da: Greg Mottola
- Scritto da: Aaron Sorkin

### Trama
Will McAvoy interviene ad un dibattito, nel quale sostiene con durezza che gli Stati Uniti non siano il miglior paese al mondo. Dopo tre settimane di vacanza, Will riprende servizio al notiziario della sera, dove non trova i suoi abituali collaboratori: Charlie Skinner, il direttore, ha assunto Mackenzie McHale, sua ex fidanzata, come nuova produttrice. Jim Harper, portato con sé da Mackenzie, nota per primo un lancio di agenzia riguardo a un incidente sulla piattaforma petrolifera Deepwater Horizon.
- Collocazione temporale: martedì 20 aprile 2010.
- Notizia: disastro ambientale della piattaforma petrolifera Deepwater Horizon.
- Ascolti USA: telespettatori 2.140.000[2]
- Ascolti Italia: telespettatori 634.000 – share 2,36%[3]
- Curiosità: nella versione americana viene citato il parco Yosemite, mentre nella versione italiana viene preferita la citazione del parco dei divertimenti di Disneyland

## News Night 2.0
- Titolo originale: News Night 2.0
- Diretto da: Alex Graves
- Scritto da: Aaron Sorkin

### Trama
MacKenzie illustra alla redazione le nuove linee guida del notiziario. Purtroppo, una serie di circostanze sfavorevoli farà sì che queste linee guida non vengano seguite, con pessimi risultati per la qualità del notiziario. Parallelamente, viene meglio spiegata la vecchia relazione tra MacKenzie e Will: si sono lasciati per un tradimento di lei, ma tutti presumono che lo scostante conduttore debba essere il colpevole. Will si fa promettere da MacKenzie di mantenere il più assoluto riserbo sulla vicenda, ma lei manda erroneamente a tutta la redazione un'email, che presto diviene virale.
- Collocazione temporale: venerdì 23 aprile 2010.
- Ascolti USA: telespettatori 1.680.000[4]
- Ascolti Italia: telespettatori 530.000 – share 2,08%[5]

## Il 112º congresso
- Titolo originale: The 112th Congress
- Diretto da: Greg Mottola
- Scritto da: Aaron Sorkin e Gideon Yago

### Trama
- L'episodio è collocato mercoledì 3 novembre 2010 durante le elezioni del nuovo congresso americano (112º Congresso degli Stati Uniti d'America)
- Ascolti USA: telespettatori 2.210.000[6]
- Ascolti Italia: telespettatori 383.000 – share 1,56%[7]

## Missione civilizzatrice
- Titolo originale: I'll Try to Fix You
- Diretto da: Alan Poul
- Scritto da: Aaron Sorkin

### Trama
Will diventa il bersaglio di riviste di cronaca rosa dopo che la notte di Capodanno maltratta una nota giornalista di gossip, perdendo credibilità e popolarità. Intanto, mentre Don spinge Maggie a combinare un appuntamento tra Jim e la coinquilina di Maggie, il fidanzato di Mac preme su Will affinché denunci l'incapacità del governo di perseguire crimini finanziari. Neal tenta di convincere la redazione dell'esistenza di Bigfoot, ma la riunione di redazione viene improvvisamente smossa da una sparatoria a Tucson che ha come bersaglio la rappresentante Gabrielle Giffords. Va allora in onda un'edizione straordinaria del notiziario condotta da Will: se gli altri network danno la donna per morta, Mac s'impunta nel darla per viva non essendoci alcun comunicato ufficiale, e alla fine ha la meglio in quanto la Giffords sopravvive.
- Collocazione temporale: tra venerdì 31 dicembre 2010 e sabato 8 gennaio 2011.
- Notizia: sparatoria di Tucson.
- Ascolti USA: telespettatori 1.940.000[8]
- Ascolti Italia: telespettatori 511.000 – share 2%[9]

## Amen
- Titolo originale: Amen
- Diretto da: Daniel Minahan
- Scritto da: Aaron Sorkin

### Trama
Mentre Mac prende lezioni di economia da Sloan in vista di un convegno, Neil contatta un freelance egiziano noto come Amen, incaricandolo di seguire da vicino la rivolta che al Cairo ha portato alle dimissioni di Hosni Mubarak, sostituito da un governo militare. Quando però si perdono i contatti con Amen e si scopre che è stato incarcerato, viene richiesto il pagamento di 250.000 dollari per la scarcerazione. Will, senza cercare di farlo sapere, mette i soldi al posto della società, indisposta a pagare. Quando si viene a sapere del buon gesto di Will, tutta i redattori lasciano dei soldi a Will per ripararlo nel limite del possibile. Intanto, la gogna mediatica non sembra risparmiare neanche Mac: quando il suo fidanzato annuncia la sua candidatura al Congresso, i tabloid accusano la produttrice esecutiva di News Night di favorire la discesa in campo del compagno, essendo apparso al notiziario diverse volte negli ultimi mesi. Mac, inizialmente all'oscuro di ciò, quando viene a sapere della candidatura capisce di essere stata sfruttata e lascia il compagno. Per san Valentino, Maggie obbliga Jim a uscire a cena con la sua coinquilina.
- Collocazione temporale: tra giovedì 10 febbraio e lunedì 14 febbraio 2011.
- Notizia: rivolta egiziana di Piazza Tahrir.
- Ascolti USA: telespettatori 1.940.000[10]
- Ascolti Italia: telespettatori 626.000 – share 3,09%[11]

## I bulli
- Titolo originale: Bullies
- Diretto da: Jeremy Podeswa
- Scritto da: Aaron Sorkin

### Trama
La puntata inizia con Will che decide di andare dal suo psicoterapeuta a causa di problemi di insonnia che influenzano perfino le sue dirette in trasmissione. Nello studio del terapeuta è affiancato da Lonny Church, una guardia del corpo, che si scoprirà in seguito lo dovrà affiancare per tutta la puntata a causa di minacce di morte ricevute sul sito della trasmissione. Lo psicologo Jacob Habib (David Krumholtz), figlio del precedente terapeuta morto due anni prima, convince Will a rimanere alla seduta e parlare dei propri problemi di insonnia. La conversazione inizia con Will che parla del nuovo panino che ha creato (un egg macmuffy) e che mangia tutte le sere, alle domande di Jacob circa i medicinali contro l'ansia che quattro anni prima prendeva come terapia. Alla richiesta di quest'ultimo se in quel momento c'erano stress aggiuntivi Will risponde negativamente, negando così inizialmente il fastidio che la minaccia di morte ha portato alla sua quotidianità. Nel frattempo all'ACN cercando di approfondire le notizie riguardo ai problemi che i reattori nucleari nella città di Fukushima stanno avendo, dopo il terremoto dell'11 marzo. Sloan, che funge da interprete linguistica con il portavoce della Tepco (l'azienda che gestisce i reattori), si ritrova così a gestire una situazione in cui rischierà seriamente di perdere il proprio lavoro nell'emittente. La seduta tra lo psicologo e Will prosegue con il racconto del padre violento e alcolista di quest'ultimo, e della sua tendenza fin da piccolo ad essere protettivo con le persone a cui vuole bene. È in tale frangente che ammette di aver comprato solo in quei giorni un anello di fidanzamento per MacKenzie, evitando così di dover ammettere che mentre stavano insieme stava vagliando la possibilità di allontanarsi da lei per una proposta lavorativa allettante, e lasciando la donna ancora una volta con un senso di colpa per il tradimento passato. Durante l'intervista ad un portavoce di Rick Santorum Will finisce per sminuire l'intervistato, pur di fargli riconoscere l'incoerenza del suo appoggio al senatore, ma così facendo finisce per assumere quell'atteggiamento da bullo che tanto rifiuta. Il terapeuta infine gli svela che il suo problema di insonnia è causato dalla pancetta contenuta nei panini serali, e gli consiglia di continuare a venire alle sedute.
- Collocazione temporale: tra lunedì 11 aprile e mercoledì 13 aprile 2011.
- Notizie: disastro nucleare di Fukushima; Candidatura di Rick Santorum alle primarie repubblicane del 2012.
- Ascolti USA: telespettatori 1.740.000[12]
- Ascolti Italia: telespettatori 553.000 – share 2,53%[13]

## 1º maggio
- Titolo originale: 5/1
- Diretto da: Joshua Marston
- Scritto da: Aaron Sorkin

### Trama
Durante una festa a casa di Will dove tutto lo staff dell'ACN è stato invitato, Charlie Skinner riceve una strana e anonima chiamata da un uomo che lo avverte di tenersi pronto per qualcosa che di lì a poco dovrà fronteggiare. Alla richiesta di Charlie del perché gli sta dicendo questo, l'uomo risponde che vuole che lui si fidi. Nel frattempo la festa va avanti, e Will mangia due biscotti contenenti droga che sul momento non avranno nessun effetto. I battibecchi tra Jim e Maggie proseguono, soprattutto quando quest'ultimo non ricambia al "ti amo" di Lisa, la ragazza di Jim e migliore amica di Maggie. Il party si interrompe a causa della necessità di tornare all'emittente per mandare in onda un comunicato del presidente Obama riguardo a una questione di sicurezza nazionale. Nel frattempo Dan, Sloan ed Elliot si trovano su un aereo bloccato all'aeroporto La Guardia mentre gli arrivano la comunicazione del servizio nazionale, cercheranno quindi di fare il possibile per scendere dall'aereo e tornare all'ACN, ma con scarsi successi. Finalmente Will arriva di corsa agli studi dell'ACN visibilmente strafatto ma deciso ad annunciare la notizia, confermatagli da un messaggio confidenziale del Vicepresidente Joe Biden: la morte di Osama bin Laden. La puntata termina con Dan che dà la notizia sull'aereo dell'avvenuta uccisione del terrorista, mentre negli studi Charlie Skinner viene nuovamente contattato dall'uomo misterioso che rivela di lavorare per la Divisione Sorveglianza Elettronica Illegale per conto dell'AWN, proprietaria della rivista di gossip TMI che ha spesso preso di mira Will.
- Collocazione temporale: domenica 1º maggio 2011.
- Notizia: uccisione di Osama bin Laden.
- Ascolti USA: telespettatori 1.760.000[14]
- Ascolti Italia: telespettatori 547.000 – share 2,46%[15]

## Blackout, prima parte
- Titolo originale: The Blackout, Part I: Tragedy Porn
- Diretto da: Lesli Linka Glatter
- Scritto da: Aaron Sorkin

### Trama
- Collocazione temporale: tra venerdì 27 maggio e mercoledì 1º giugno 2011.
- Ascolti USA: telespettatori 1.840.000[16]
- Ascolti Italia: telespettatori 571.000 – share 2,98%[17]

## Blackout, seconda parte
- Titolo originale: The Blackout Part II: Mock Debate
- Diretto da: Alan Poul
- Scritto da: Aaron Sorkin

### Trama
- Collocazione temporale: tra mercoledì 1º giugno e venerdì 3 giugno 2011.
- Ascolti USA: telespettatori 1.960.000[18]
- Ascolti Italia: telespettatori 618.000 – share 3,27%[19]

## Il grande folle
- Titolo originale: The Greater Fool
- Diretto da: Greg Mottola
- Scritto da: Aaron Sorkin

### Trama
- Collocazione temporale: tra lunedì 1º agosto e lunedì 8 agosto 2011.
- Ascolti USA: telespettatori 2.300.000[20]
- Ascolti Italia: telespettatori 580.000 – share 2,86%[21]